# Clavulinopsis fusiformis
Espèce
Clavulinopsis fusiformis, la Clavaire en fuseau, est une espèce de champignons agaricomycètes du genre Clavulinopsis et de la famille des Clavariaceae. Il a été décrit pour la première fois par le botaniste anglais James Sowerby en 1799 sous le nom Clavaria fusiformis, puis a été transféré au genre Clavulinopsis en 1950 par Edred John Henry Corner.
Le sporophore (terme préféré à l'appellation ancienne carpophore) se caractérise par une touffe de tubes en forme de fuseaux, jaune vif, de 5  à   12 cm de hauteur. Les spores sont presque rondes. Le système hyphal est formé uniquement d'hyphes génératrices.
Ce champignon se rencontre en Amérique du Nord, en Europe et en Asie, dans les bois et les zones herbeuses. Il est consommé au Népal.

## Taxonomie
L'espèce a été décrite pour la première fois par le botaniste anglais James Sowerby en 1799 sous le nom Clavaria fusiformis, d'après des échantillons collectés à Hampstead Heath à Londres. Elias Fries en fait une variété de Clavaria inaequalis en 1828. Elle a été transférée au genre Clavulinopsis en 1950 par Edred John Henry Corner puis à Ramariopsis en 1978 par Ronald Petersen, mais cette dernière combinaison n'est pas retenue.
Clavulinopsis est formé des mots Clavulina, nom de champignons et du mot grec ὄψις (òpsis) « apparence », étant donné la similitude entre les deux genres. L'épithète spécifique fusiformis vient des mots latins fusus et forma, signifiant en forme de fuseau. Ce champignon s'appelle en français clavaire fusiforme ou clavaire en fuseau.

## Description
Le sporophore a la forme de fuseaux de 3  à   7 mm de diamètre sur 5  à   12 cm de hauteur, réunis en touffe, pointus, peu ou pas ramifiés, ondulés et un peu torsadés, de couleur jaune d’œuf à jaune d'or, devenant jaune ochracé sur les extrémités en vieillissant. La chair est jaune, cassante, mince. Le pied fusionnant rapidement avec la clavule ne se distingue pas franchement. Il est glabre, finement sillonné, blanchâtre. Le champignon a un goût amer. Il n'émet pas d'odeur.
Les basides, resserrées à la base, ont une forme de massue de 33  à   65 μm de long et 4,5  à   8 μm de diamètre. Elles contiennent quatre spores presque rondes ou ellipsoïdes mesurant 5  à   9 μm × 4,5  à   9 μm ; les spores sont lisses avec un hile proéminent de 1  à   2 μm de long. La sporée est de couleur blanche à jaunâtre,.
Le système hyphal est de type monomitique, c'est-à-dire formé uniquement d'hyphes génératrices (cloisonnées). Leur aspect diffère cependant. Celles du subhyménium, de 1,5  à   3 μm de diamètre, sont tortueuses et leur cytoplasme contient des pigments jaunâtres. Celles de la chair, bouclées, sont de deux types. Certaines, souvent à paroi légèrement épaissie, surtout vers la base du basidiome, légèrement renflées, hyalines, mesurent jusqu'à 12 µm de diamètre. D'autres, non renflées, tortueuses, hyalines à légèrement pigmentées, ont un diamètre compris entre 1,5  et   3,5 μm.

## Écologie et distribution
Ce champignon est supposé saprophyte. Il pousse dans les bois sous les feuillus ou les résineux, parfois dans les zones herbeuses. Il s'observe en été ou à l'automne. Il est présent en Europe, au nord de l'Amérique du Nord et en Asie,,.

## Utilisations et propriétés
Ce champignon n'est pas toxique. Il est consommé au Népal, dans la vallée de Katmandou, sous le nom de Kesari chyau, mais il n'est pas savoureux.
Il contient des hémagglutinines anti-B et donne une teinture brillante.

## Espèces proches et confusions possibles
Ce champignon ne doit pas être confondu avec Clavulinopsis laeticolor, plus petit, poussant séparément ou de manière grégaire, mais pas en touffe. Les spores sont plus ellipsoïdes. Sa chair se teinte en vert avec la potasse alors que celle de fusiformis ne se colore pas. Clavaria fragilis possède un sporophore de forme semblable mais blanc.
Si Neolecta irregularis a une couleur semblable, c'est un ascomycète ayant un sporophore plus trapu et irrégulier et poussant sur des litières de conifères de manière solitaire ou grégaire.

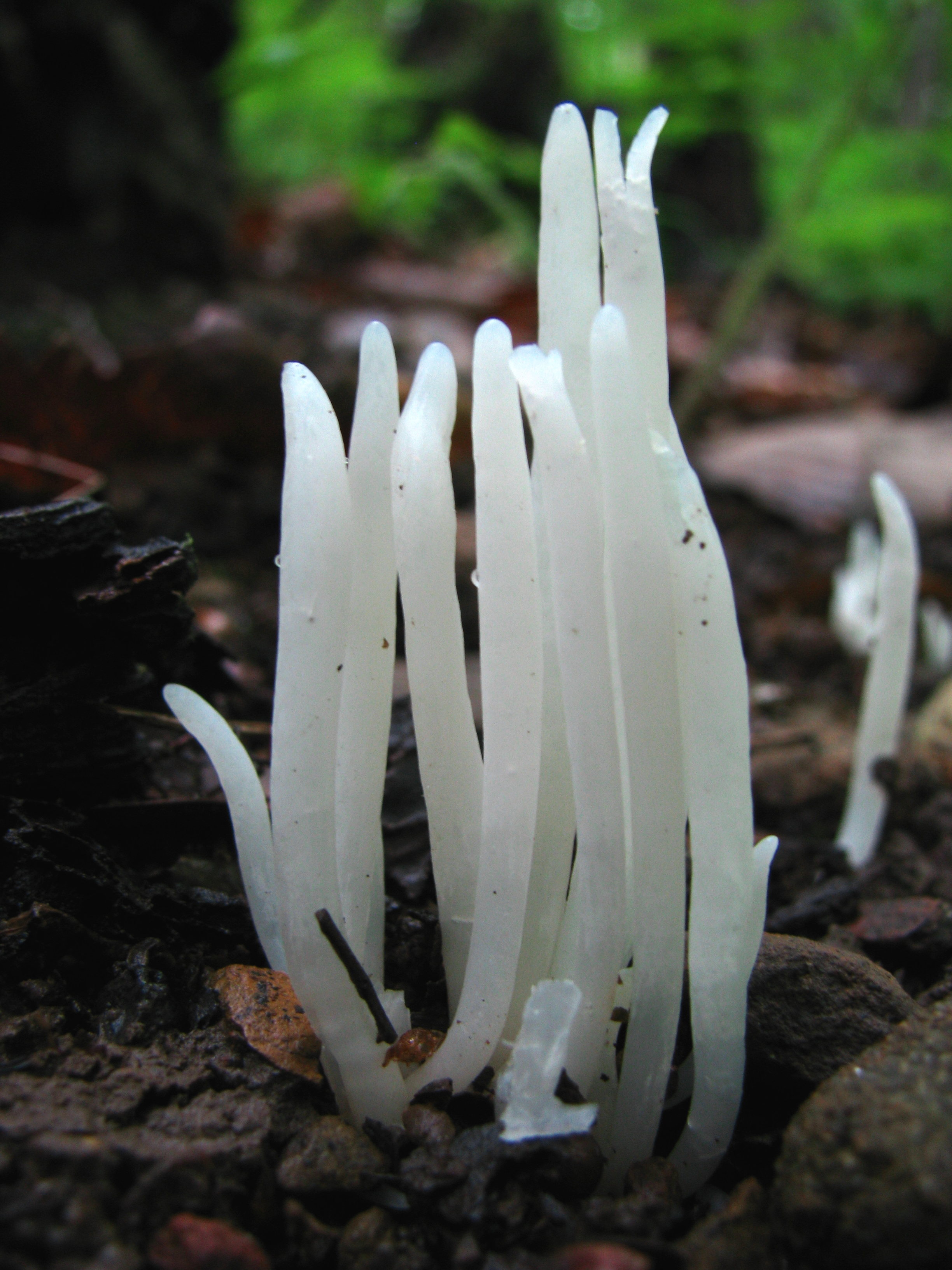
Clavaria fragilis
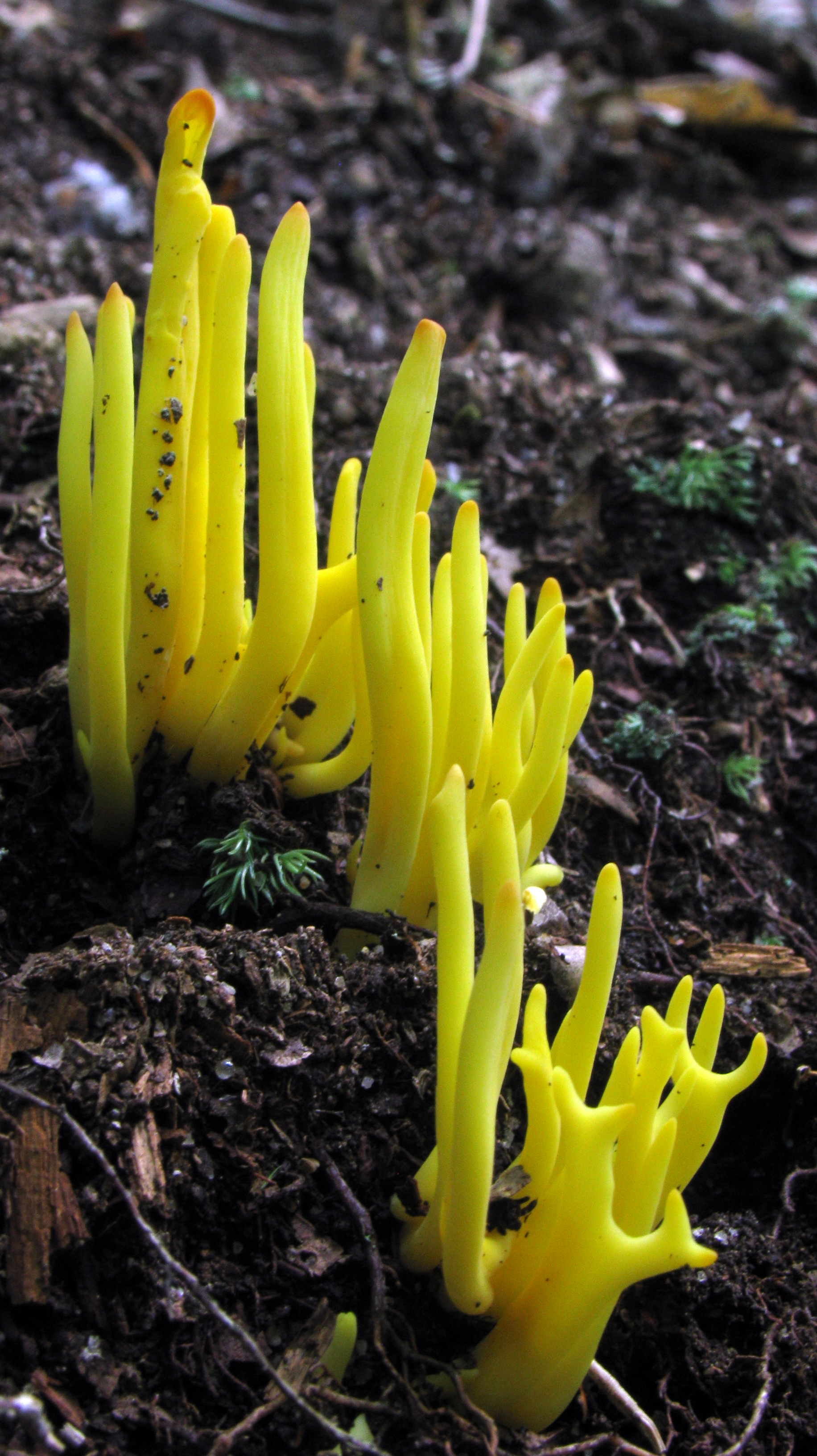
C. fusiformis
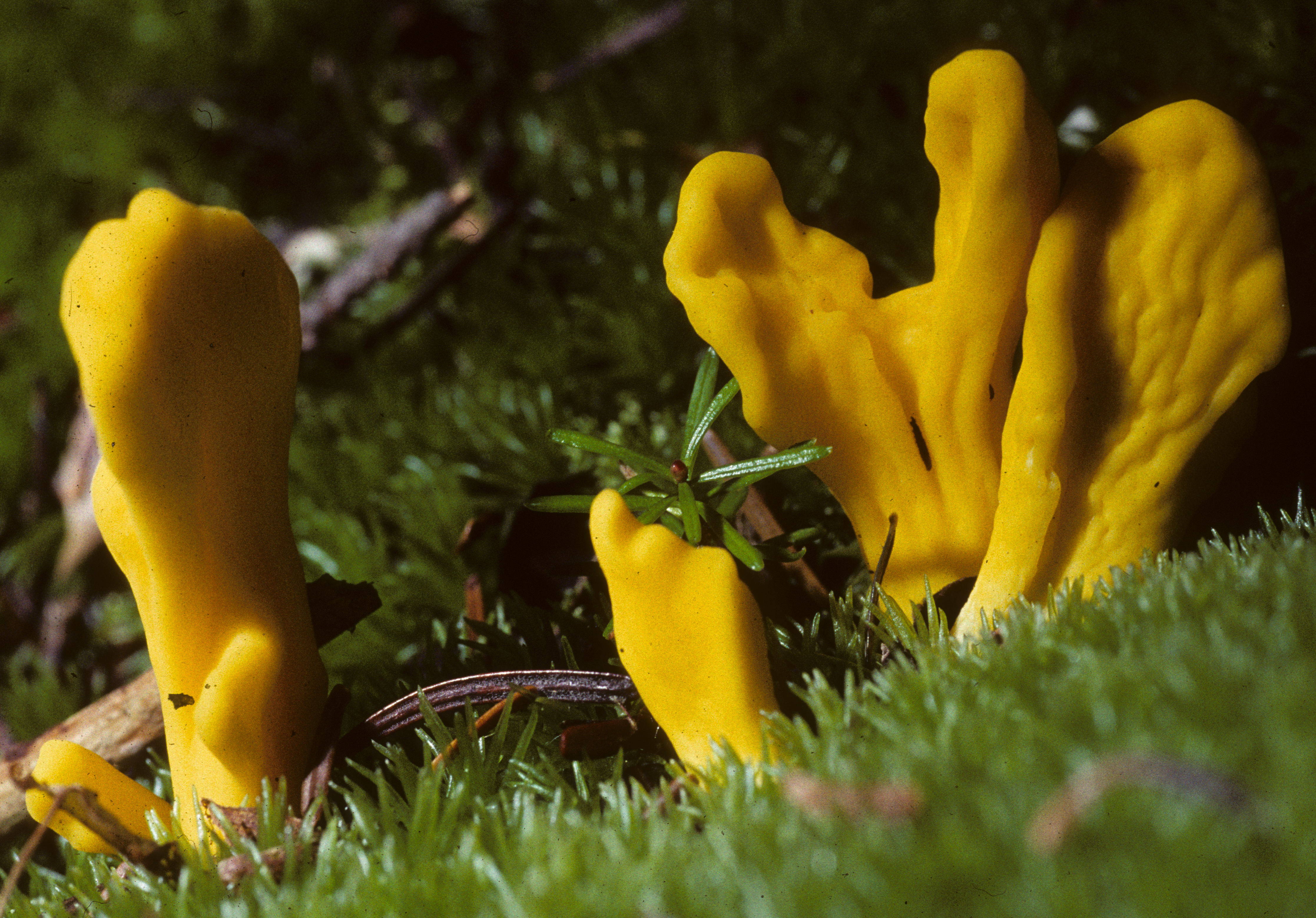
Neolecta irregularis